# Henrik Andreas Tønder
Henrik Andreas Tønder (4. februar 1696 på Stadsbygdens Præstegård ved Trondhjem Fjord – 11. marts 1773 i Christianssand) var en dansk-norsk officer, far til Raphael Henrich Tønder.
Han var søn af løjtnant Raphael Andersen Tønder og Margrete Henriksdatter f. Bull. 1711 blev han underofficer og ved nytårstid 1715 med en del nordenfjeldske forstærkninger beordret til Danmark, hvor han blev udkommanderet på flåden. Han deltog bl.a. i landgangen på Rygen og uden for Stralsund. Det følgende år tjenstgjorde han under Tordenskiold og deltog i kampen i Dynekilen, efter at han kort forud var blevet sekondløjtnant ved 1. throndhjemske Regiment. 1718 blev Tønder premierløjtnant, deltog i kampen mod general Carl Gustaf Armfeldts invasionskorps ved Stene skanse 12. september og benyttedes derefter oftere som partigænger. Året efter deltog han i indrykningen til Eda Skanse i Værmland. Han fik 1731 kaptajns karakter, blev 1736 kompagnichef, fik 1750 majors karakter og blev 2 år efter sekondmajor, 1761 karakteriseret og 1766 virkelig oberstløjtnant, alt ved 1. Trondhjemske Regiment. Han havde fra 1738 skognske kompagni og boede i hvert fald den sidste tid på rustgården i Skogn. 1770 blev han oberst og chef for 1. Vesterlenske Regiment og flyttede til Christianssand, hvor han døde 11. marts 1773. Han har efterladt sig en Tilforladelig Beretning over alle Tildragelser af forrige Krig nordenfjælds, der er trykt i Norske Samlinger II og udmærker sig ved nøgternhed og pålidelighed.
Gift 1. med Karen Hansdatter f. Volqvartz og 2. (1760) med Frederikka Pedersdatter f. Tangen.